# Michael Omosanya
Michael Qudus Bakare Omosanya (Lussemburgo, 15 dicembre 1999) è un calciatore lussemburghese, attaccante del Thionville Lusitanos.

## Carriera

### Club
Ha giocato nella massima serie lussemburghese.
Nella stagione 2021-2022 gioca una partita nei turni preliminari di Champions League e 6 partite nei turni preliminari di Conference League (nei quali segna anche una rete, ovvero quella del momentaneo 1-0 nella partita vinta per 2-1 in trasferta contro i bielorussi dello Šachcër Salihorsk il 22 luglio 2021) con la maglia del Fola Esch.

### Nazionale
Il 9 ottobre 2021 ha esordito con la nazionale lussemburghese giocando l'incontro perso 0-1 contro la Serbia, valido per le qualificazioni al campionato mondiale di calcio 2022.

## Statistiche

### Cronologia presenze e reti in nazionale
| Cronologia completa delle presenze e delle reti in nazionale ― Lussemburgo | Cronologia completa delle presenze e delle reti in nazionale ― Lussemburgo | Cronologia completa delle presenze e delle reti in nazionale ― Lussemburgo | Cronologia completa delle presenze e delle reti in nazionale ― Lussemburgo | Cronologia completa delle presenze e delle reti in nazionale ― Lussemburgo | Cronologia completa delle presenze e delle reti in nazionale ― Lussemburgo | Cronologia completa delle presenze e delle reti in nazionale ― Lussemburgo | Cronologia completa delle presenze e delle reti in nazionale ― Lussemburgo |
| Data                                                                       | Città                                                                      | In casa                                                                    | Risultato                                                                  | Ospiti                                                                     | Competizione                                                               | Reti                                                                       | Note                                                                       |
| -------------------------------------------------------------------------- | -------------------------------------------------------------------------- | -------------------------------------------------------------------------- | -------------------------------------------------------------------------- | -------------------------------------------------------------------------- | -------------------------------------------------------------------------- | -------------------------------------------------------------------------- | -------------------------------------------------------------------------- |
| 9-10-2021                                                                  | Lussemburgo                                                                | Lussemburgo                                                                | 0 – 1                                                                      | Serbia                                                                     | Qual. Mondiali 2022                                                        | -                                                                          | 74’                                                                        |
| 11-6-2022                                                                  | Lussemburgo                                                                | Lussemburgo                                                                | 0 – 2                                                                      | Turchia                                                                    | UEFA Nations League 2022-2023 - 1º turno                                   | -                                                                          | 63’                                                                        |
| 15-10-2024                                                                 | Zalaegerszeg                                                               | Bielorussia                                                                | 1 – 1                                                                      | Lussemburgo                                                                | UEFA Nations League 2024-2025 - 1º turno                                   | -                                                                          | 63’                                                                        |
| 15-11-2024                                                                 | Lussemburgo                                                                | Lussemburgo                                                                | 0 – 1                                                                      | Bulgaria                                                                   | UEFA Nations League 2024-2025 - 1º turno                                   | -                                                                          | 62’                                                                        |
| Totale                                                                     |                                                                            | Presenze                                                                   | 4                                                                          |                                                                            | Reti                                                                       | 0                                                                          |                                                                            |